# Abraham Verghese
Abraham Verghese, född 1955, är en engelskspråkig författare och läkare.
Verghese föddes och växte upp i Etiopien som son till indiska föräldrar. Han lämnade Etiopien strax efter militärkuppen mot kejsar Haile Selassie I. Han kom till Boston City Hospital 1983 och kom då för första gången i kontakt med hiv-smittade patienter. Han ägnade sedan största delen av sitt yrkesliv åt patienter med hiv och senare aids. Han drömde dock om att bli författare och genomgick en skrivarkurs i Iowa.